# 베르흐냐야안가라강

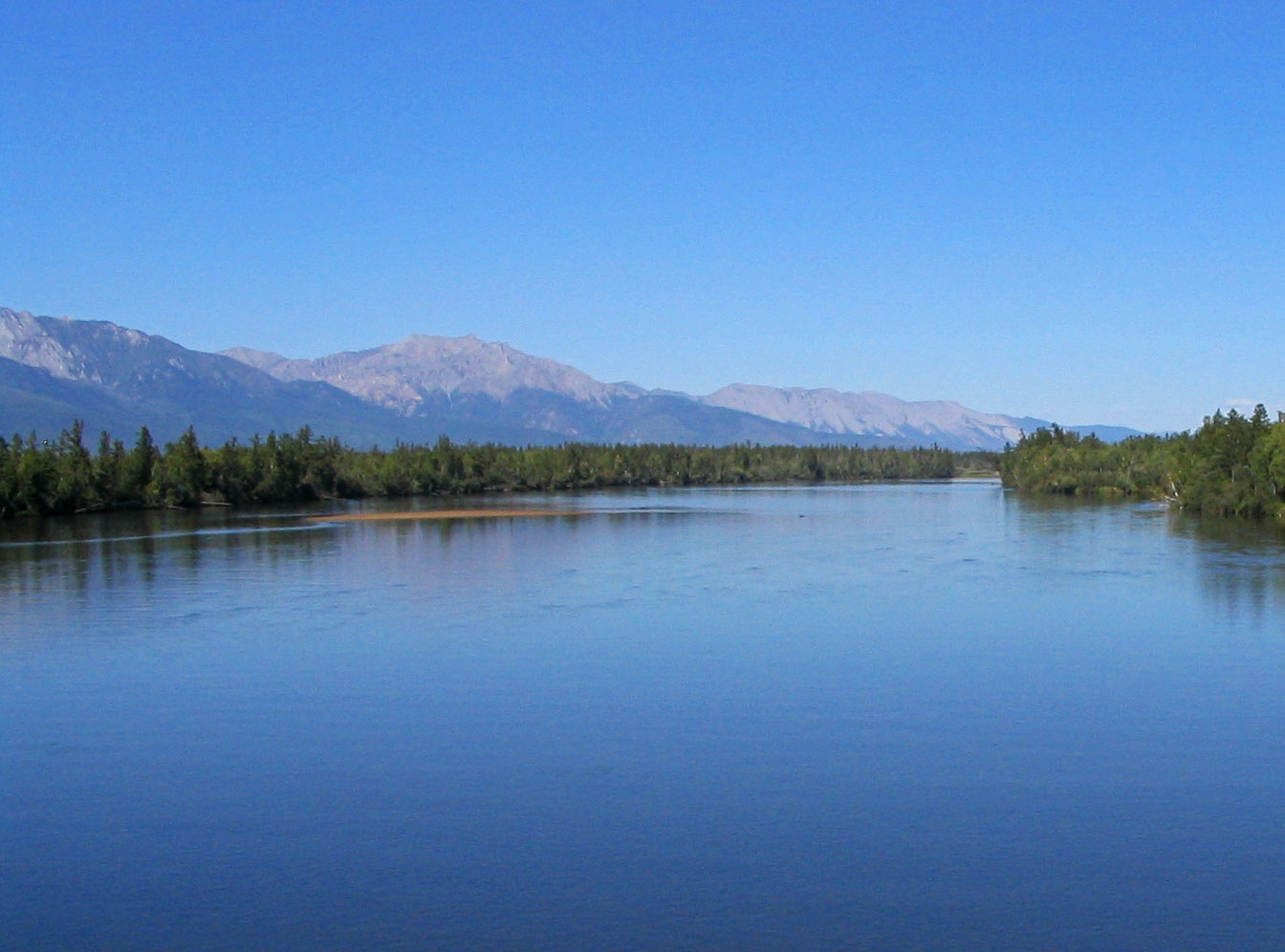

베르흐냐야안가라강(러시아어: Верхняя Ангара)은 부랴트 공화국을 흐르는 강이다. 스타노보이산맥에서 발원을 하고, 바이칼호로 흘러들어간다.
유역 길이는 438 km, 유역 면적은 21 400 km2이다.